# プロムシカエ

プロムシカエのロゴ（2011年）

プロムシカエ（西: Productores de Música de España、略して PROMUSICAE）は、スペインのレコード産業を代表する業界団体。IFPI（国際レコード・ビデオ製作者連盟）のスペイン支部にあたる。

## 沿革
プロムシカエは1950年代に、スペインにおける IFPI の支部として「IFPI スペイン団体」（西: Grupo Español de la Federación Internacional de la Industria Fonográfica）という名で発足した。しかしフランコ政権下のスペイン法は結社の自由を認めなかったため、1977年までは非公式の団体だった。1978年に「スペイン・レコード協会」（西: Asociación Fonográfica Española、AFE）という名で団体として登録された。1982年、ミュージック・ビデオの出現と普及を受けて、「スペイン・レコード・ビデオ協会」（西: Asociación Fonográfica y Videográfica de España、AFYVE）と名を変えた。最終的に、2004年の会員総会で現在の名称へ変更することが決まった。
2003年4月30日より、Carlos Grande の後任として Antonio Guisasola が会長を務めている。

## チャート
チャートは毎週日曜日に集計される。これは前週土曜日から当週金曜日の一週間を期間として、スペイン内の音楽の小売売上を基にしている。新しいチャートは通常、スペイン時間で日曜日の夜にプロムシカエの公式ウェブサイトで公表される。
プロムシカエは次のようなチャートを提供している。
- トップ50 ソング
- トップ100 アルバム・チャート
- トップ20 コンピレーション・チャート
- トップ20 DVDチャート
- エアプレイ・チャート
- トップ20 TV & ラジオ・チャート（年間チャート）

## ゴールドディスク認定枚数
プロムシカエはスペインにおけるレコード売上数の統計を管理している。アルバムの出荷数とデジタル・ダウンロード販売数に基づいて、ゴールドディスクとプラチナディスクの認定を行っている。

### アルバム
2005年10月までは、スペインにおけるゴールドディスクは5万枚、プラチナディスクは10万枚が基準だった。しかし現在は、前者は2万枚、後者は4万枚となっている。
| 期間             | ゴールド | プラチナ |
| ---------------- | -------- | -------- |
| - 2005年10月23日 | 50,000   | 100,000  |
| - 2009年9月5日   | 40,000   | 80,000   |
| - 2011年10月22日 | 30,000   | 60,000   |
| - 現在           | 20,000   | 40,000   |

### シングル
物理媒体のシングルが廃れたのを受けて、プロムシカエはシングルのチャートを「Digital downloads」と「Original Tones」（それぞれ上位20曲まで）の2ジャンルに分けた。この変更はゴールドディスクなどの賞の認定にも反映され、それぞれの曲は各ジャンル別の賞を受けられるようになった。このジャンル分けは2009年1月に再び統合された。その際、プロムシカエはゴールドディスクの認定枚数を1万枚から2万枚に、プラチナディスクを2万枚から4万枚に上げた。
物理媒体のシングル
| 期間             | ゴールド | プラチナ |
| ---------------- | -------- | -------- |
| - 2005年10月23日 | 25,000   | 50,000   |
| - 2007年3月23日  | 10,000   | 20,000   |
| 2007年3月24日 -  | 10,000   | 25,000   |

「Digital downloads」と「Original Tones」
| 期間                             | ゴールド | プラチナ |
| -------------------------------- | -------- | -------- |
| 2008年1月1日 - 2008年12月31日    | 10,000   | 20,000   |
| 2009年1月1日（チャート再統合） - | 20,000   | 40,000   |

### ミュージック DVD
| 期間 | ゴールド | プラチナ |
| ---- | -------- | -------- |
| 現在 | 10,000   | 25,000   |

## 違法コピー対策
プロムシカエは P2P ネットワークを監視し、その利用者の音楽ダウンロードに関するデータを収集してきている。2005年4月にプロムシカエは、自分たちは Kazaa の P2P ネットワークを監視し、1万人以上のユーザに警告と法的脅迫を含むメッセージを送ってきたと述べた。2008年はじめ、プロムシカエはスペイン最大のインターネットサービスプロバイダであるテレフォニカに対して訴訟を起こし、プロムシカエが監視してきた Kazaa ユーザの個人情報を渡すよう要求した。それによってプロムシカエは Kazaa ユーザを直接訴えるつもりだったのである。この「プロムシカエ対テレフォニカ裁判」は欧州司法裁判所まで持ち込まれ、テレフォニカは個人情報を渡す義務はないという判決が下った。
2008年6月、プロムシカエは Manolito P2P、Blubster、Piolet の開発者である Pablo Soto を訴え、彼が不公正競争に関与し、1300万ユーロの損害が発生したと主張した。
プロムシカエは、ファイル共有を起訴できるようスペインの法律を変えることを目指す業界団体である "La Coalición de Creadores e Industrias de Contenidos" の共同設立者の一つである。